# 胡英
胡英（1934年6月19日—2023年8月27日），男，籍贯湖北英山，生于上海，中国化学工程学、物理化学家，华东理工大学教授。

## 生平
1953年毕业于华东化工学院化工机械系。1993年当选为中国科学院院士。